# Quai de Bourbon
Le quai de Bourbon est une voie située le long de la Seine sur l'île Saint-Louis dans le 4e arrondissement de Paris.

## Situation et accès
Le quai de Bourbon se situe à l'extrémité occidentale de l'île Saint-Louis. Il longe la Seine depuis l'extrémité nord de la rue des Deux-Ponts jusqu'à l'extrémité sud de la rue Jean-du-Bellay. Il comprend en grande partie des hôtels particuliers, pour la plupart classés, qui ont hébergé de nombreuses personnalités historiques, artistes ou politiques.
Le quai de Bourbon est desservi à proximité par la ligne 7 du métro à la station Pont Marie.

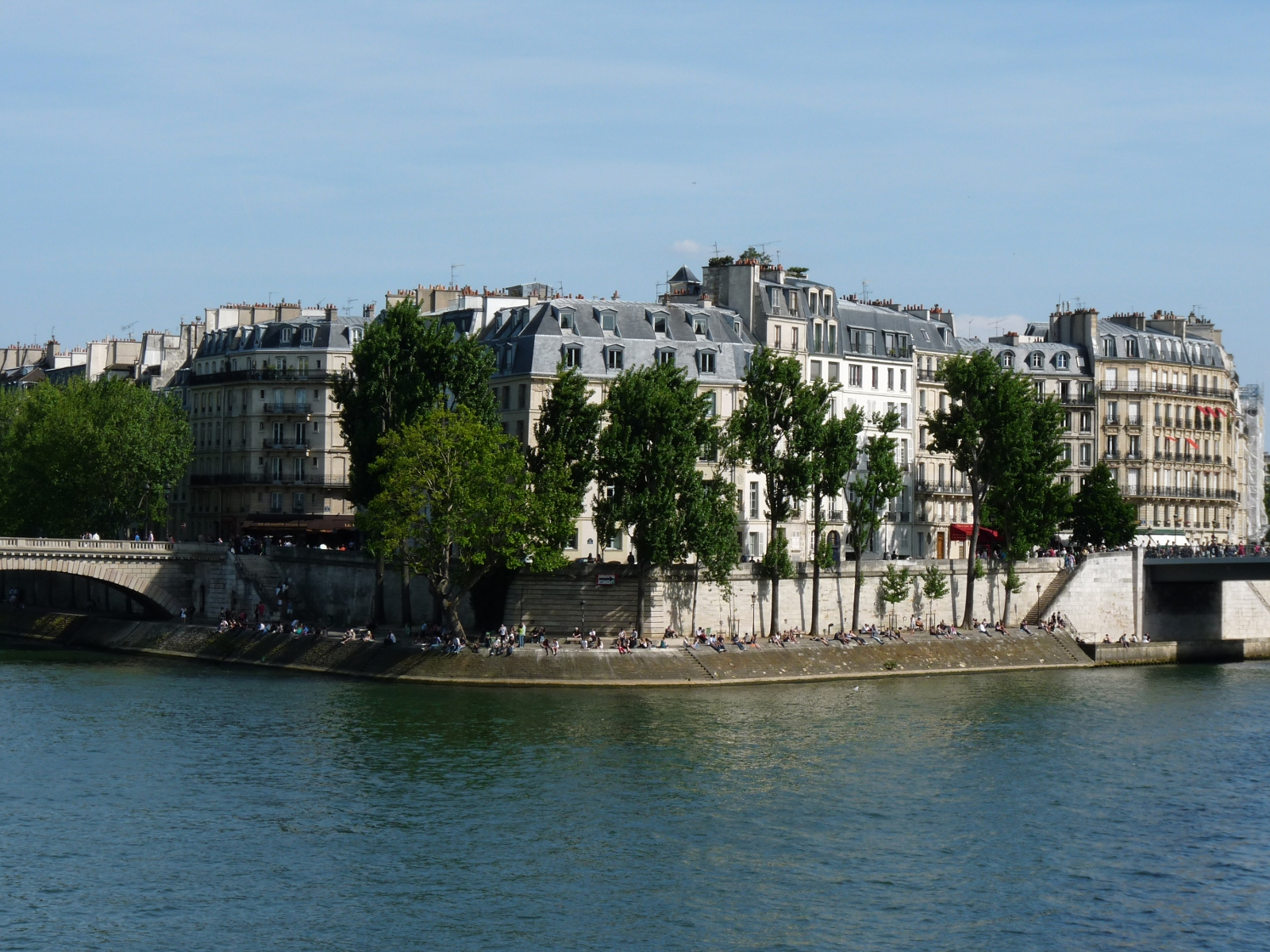
Le quai de Bourbon vu de l'ouest.
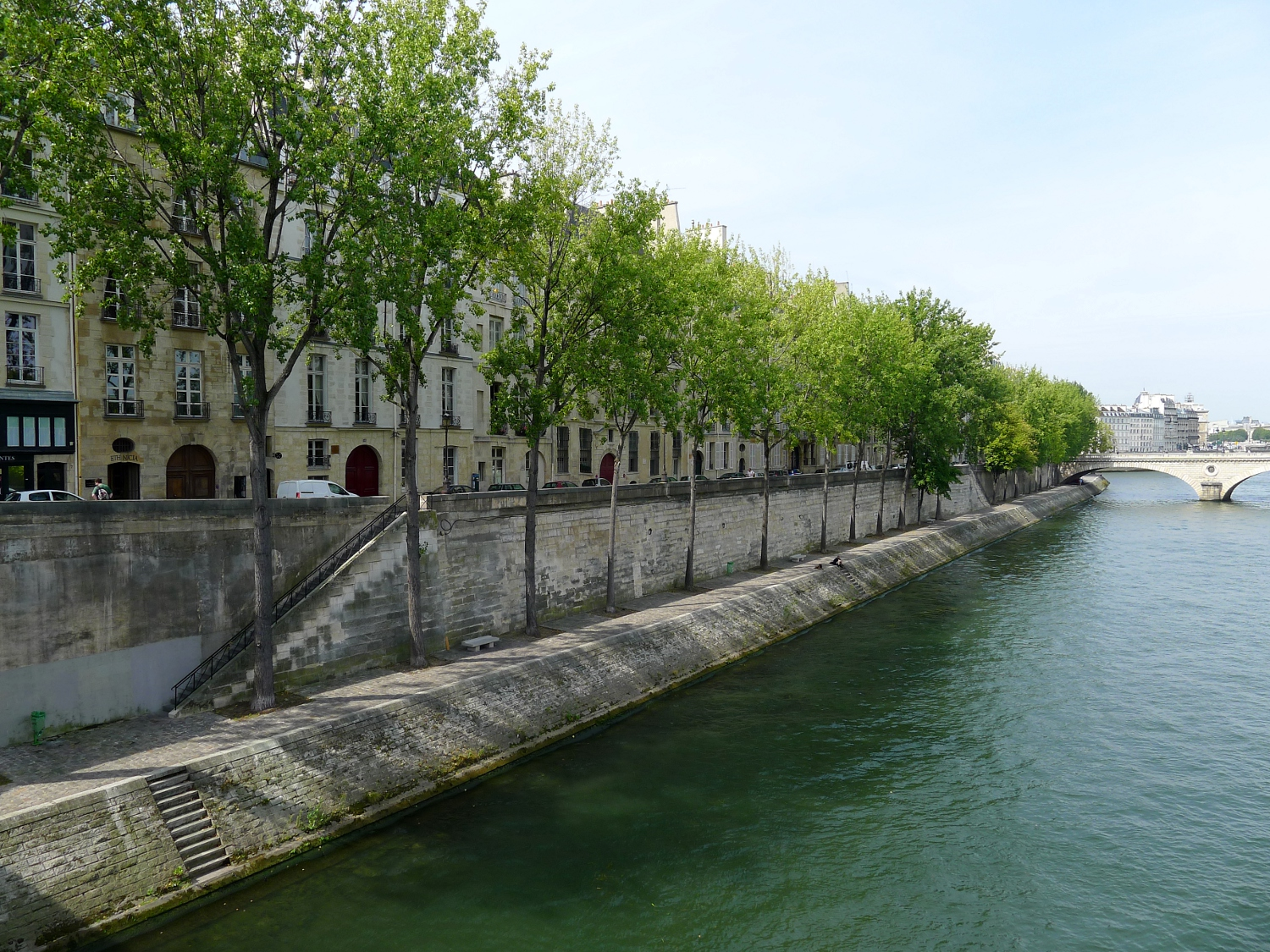
Le quai de Bourbon vu du nord-est.
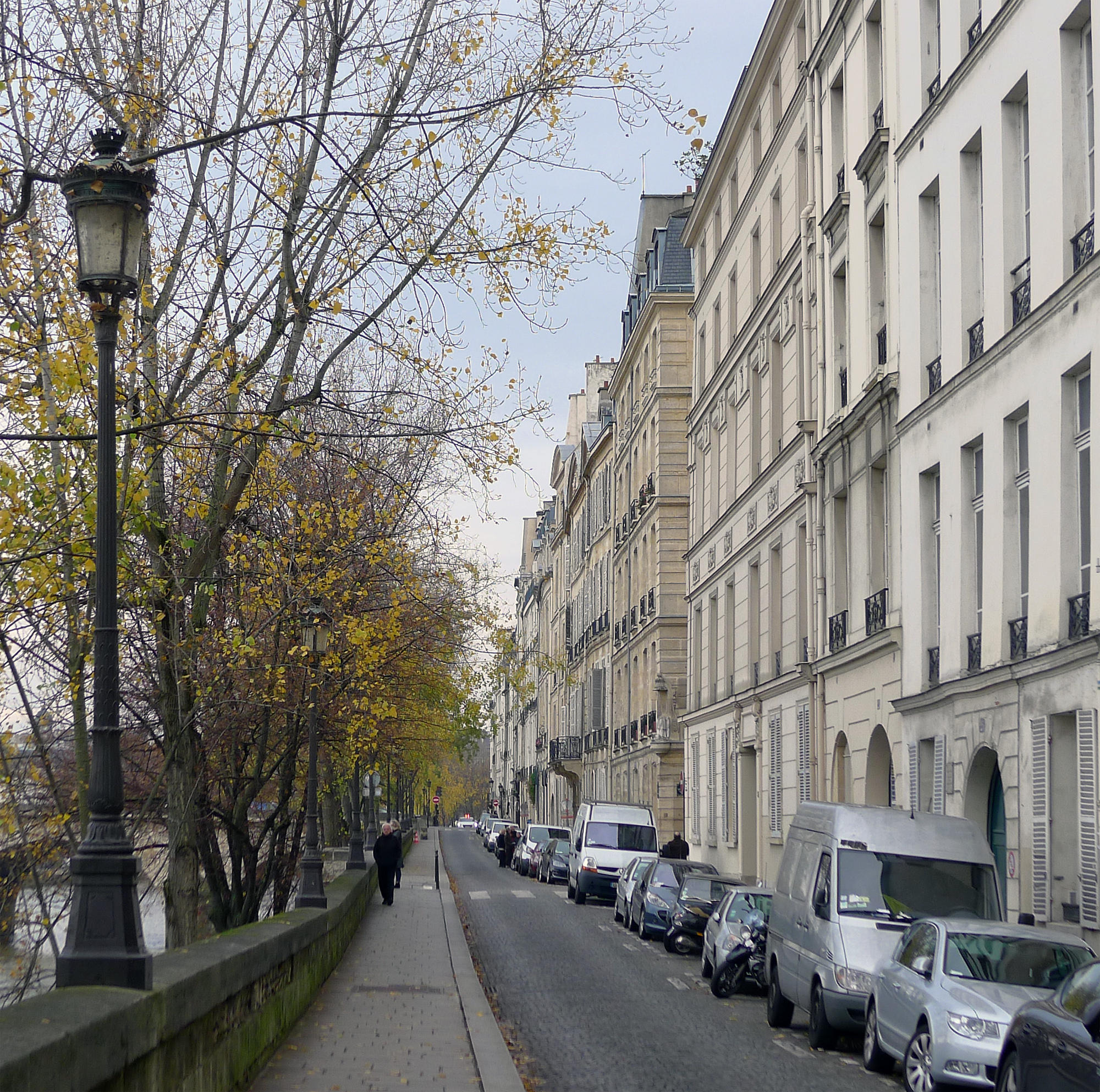
Vers la rue des Deux-Ponts.
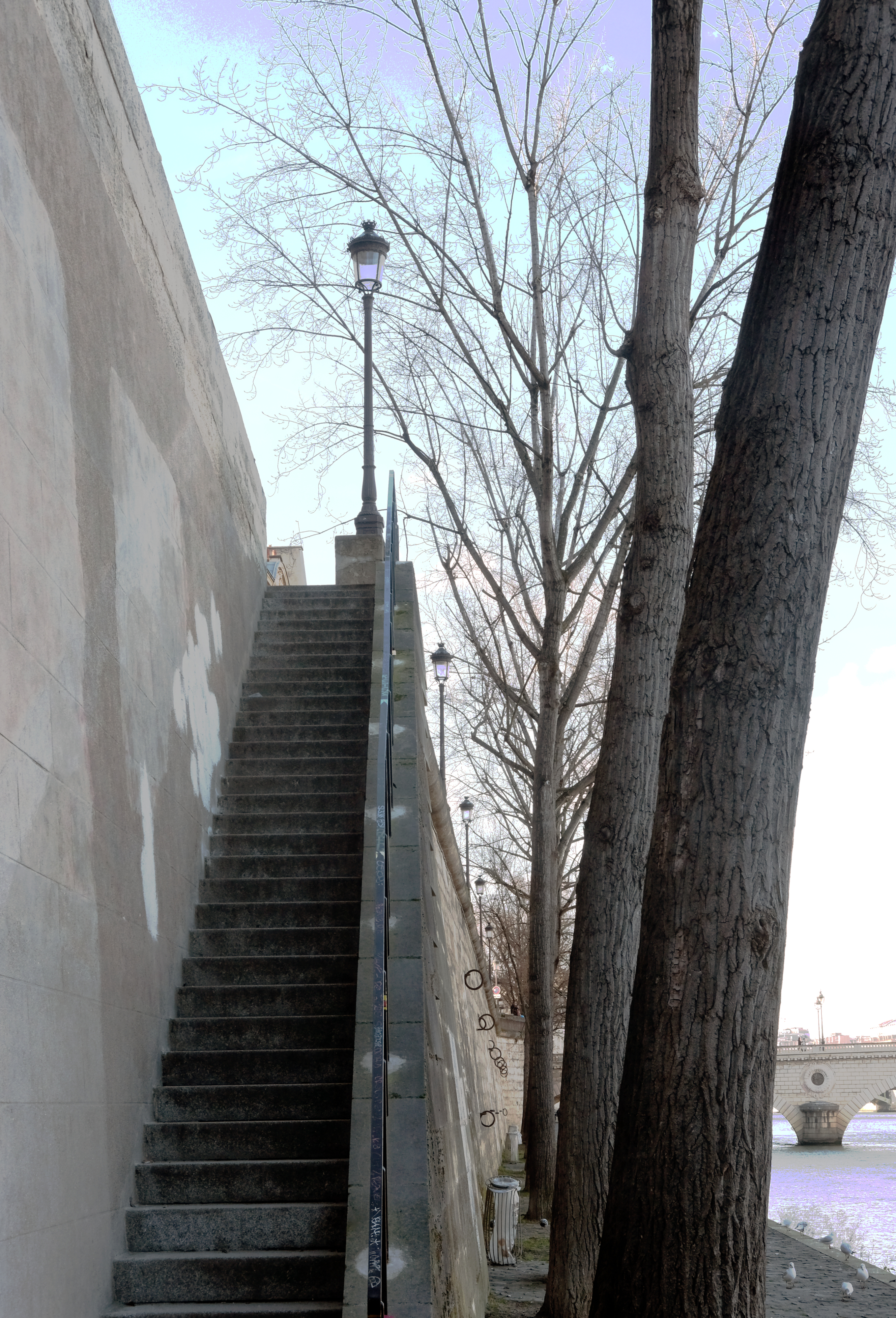
Quai de Bourbon : escalier menant aux berges de la Seine.

## Origine du nom
La dénomination a pour origine la famille royale de Bourbon.

## Historique
Le quai a été construit de 1614 à 1646 sous son nom actuel. Il fut rebaptisé « quai de la République » en 1792 sous la Révolution, puis « quai d'Alençon ». Un arrêté préfectoral du 27 avril 1814 lui rendit sa dénomination de « quai Bourbon ».
Par ordonnance en date du 9 décembre 1838, le quai de Bourbon est aligné :
« Louis-Philippe, etc.,

Article 1 - Les alignements des rues de Bretonvilliers, de la Femme-sans-Tête, Guillaume, Saint-Louis-en-l'Île, Poulletier, Regrattier, des quais d'Anjou, de Béthune, de Bourbon et d'Orléans, à Paris sont arrêtés ainsi qu'ils sont tracés sur les plans ci-annexés, suivant les procès-verbaux des points de repère transcrits sur les dits plans.
 Donné au palais des Tuileries le 9 décembre 1838. »

## Bâtiments remarquables et lieux de mémoire
Le quai comporte de nombreux bâtiments remarquables, en particulier ceux listés ci-après :
- no 1 : propriété construite en 1616, appartenant au procureur de la prison du Châtelet, Pierre Le Mercier, puis à ses descendants. Au rez-de-chaussée, se trouve un cabaret du XVIIe siècle, Au Franc Pinot, qui a gardé sa grille en fer forgé classée, décorée de pampres et d'une grappe de raisins dorés. Il fut fermé en 1716 par la police après la découverte de libelles et de pamphlets à l'encontre des mœurs du Régent, Philippe d'Orléans ;

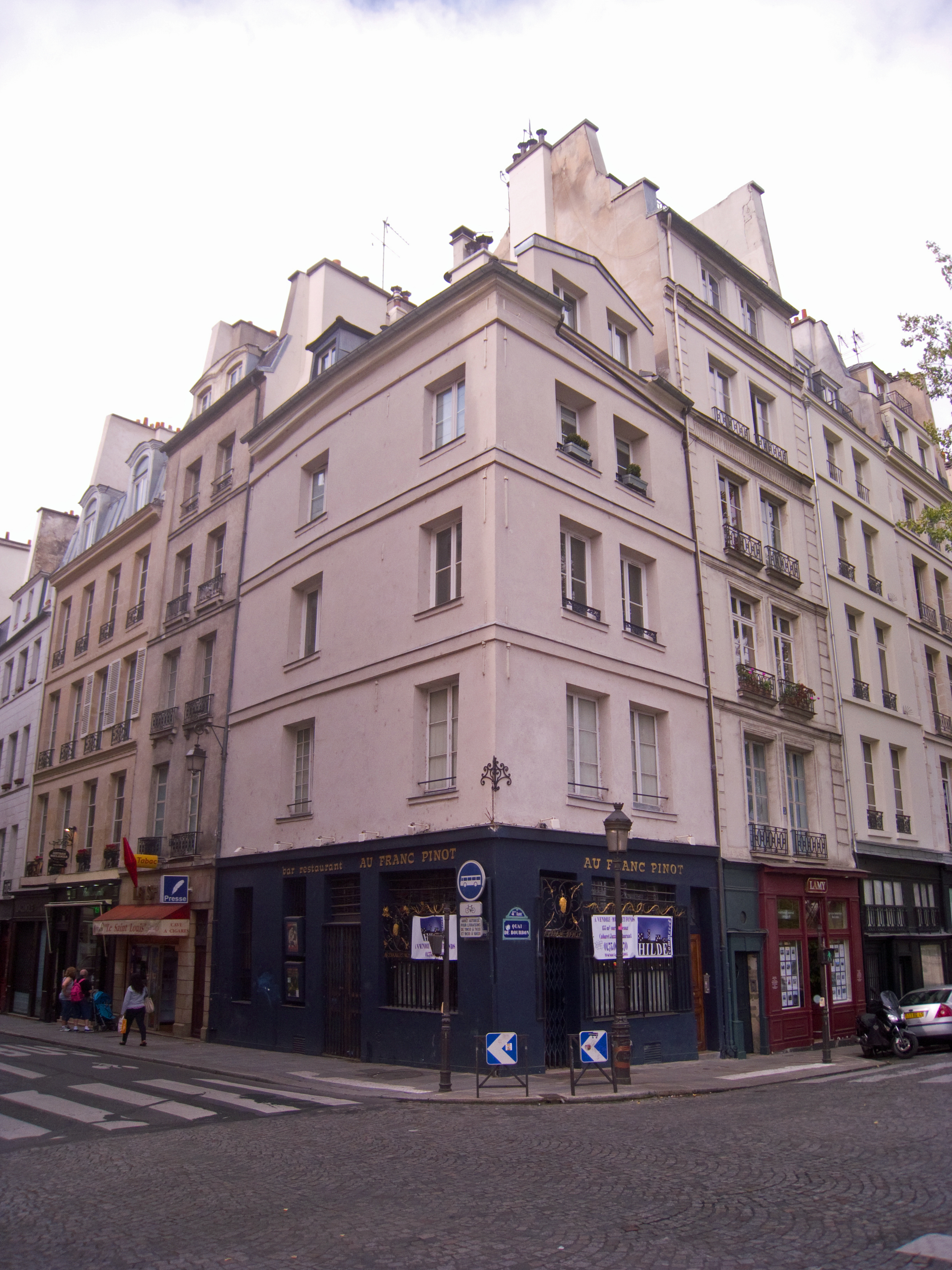
Immeuble du n° 1.
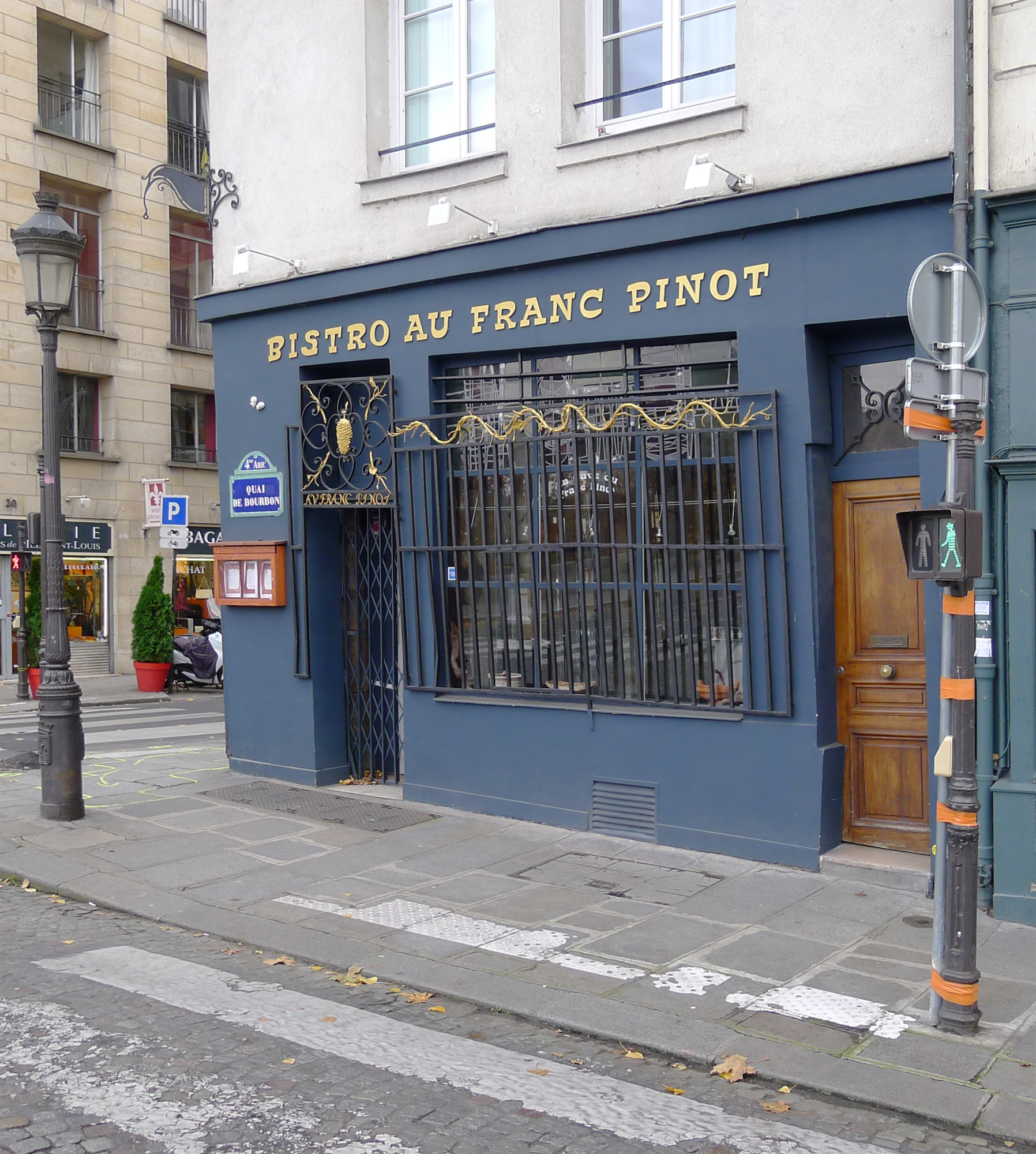
Devanture du cabaret Au Franc Pinot.

- no 3 : boutique à devanture Louis XV qui appartenait à un épicier ; elle est aujourd'hui exposée au Metropolitan Museum of Art de New York ;
- nos 9-10-11 : emplacement de l'ancienne ruelle aux Vaches. Le numéro 11 a hébergé en 1643 le peintre Philippe de Champaigne, peintre du roi ;

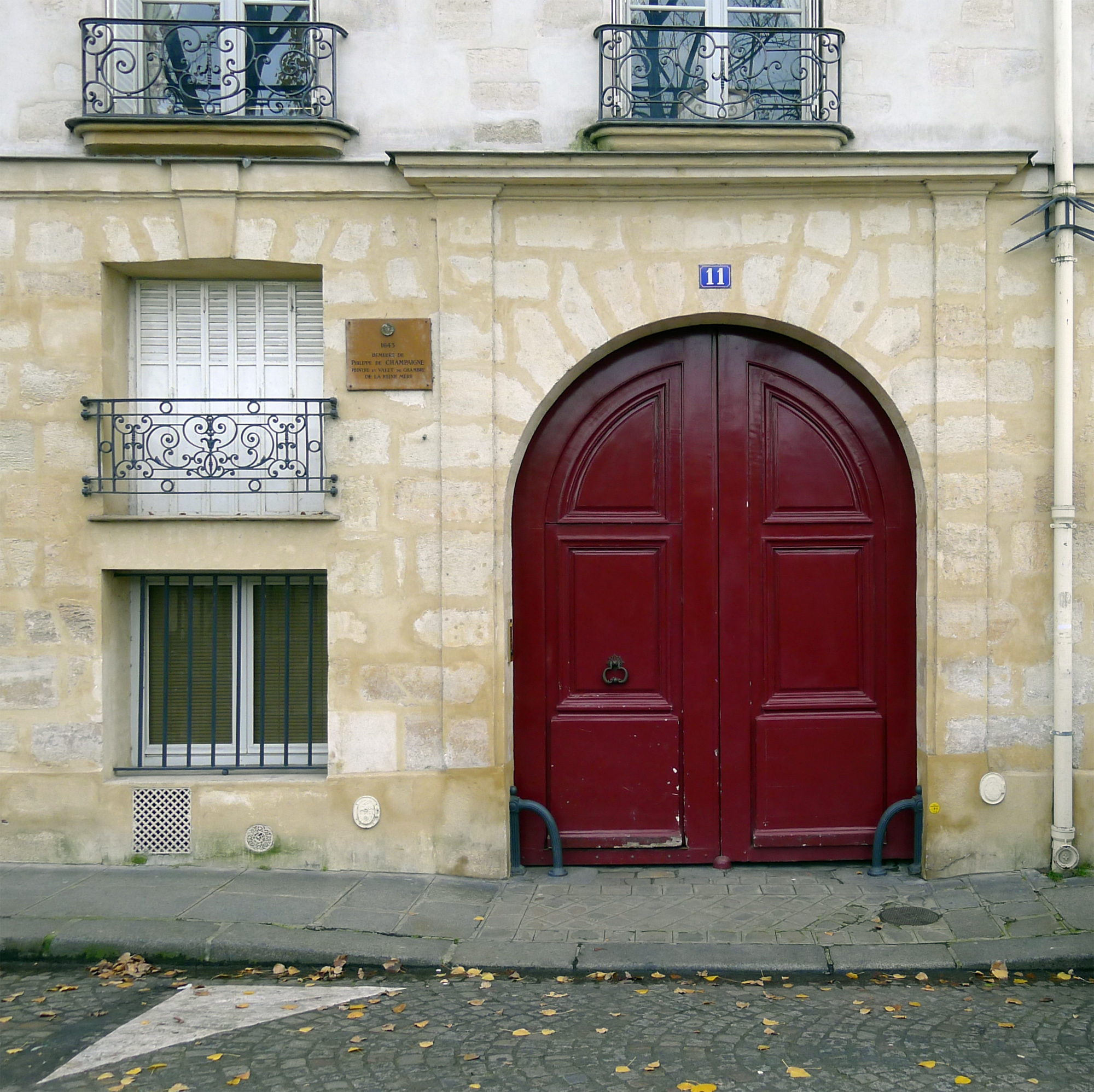
Entrée du no 11.
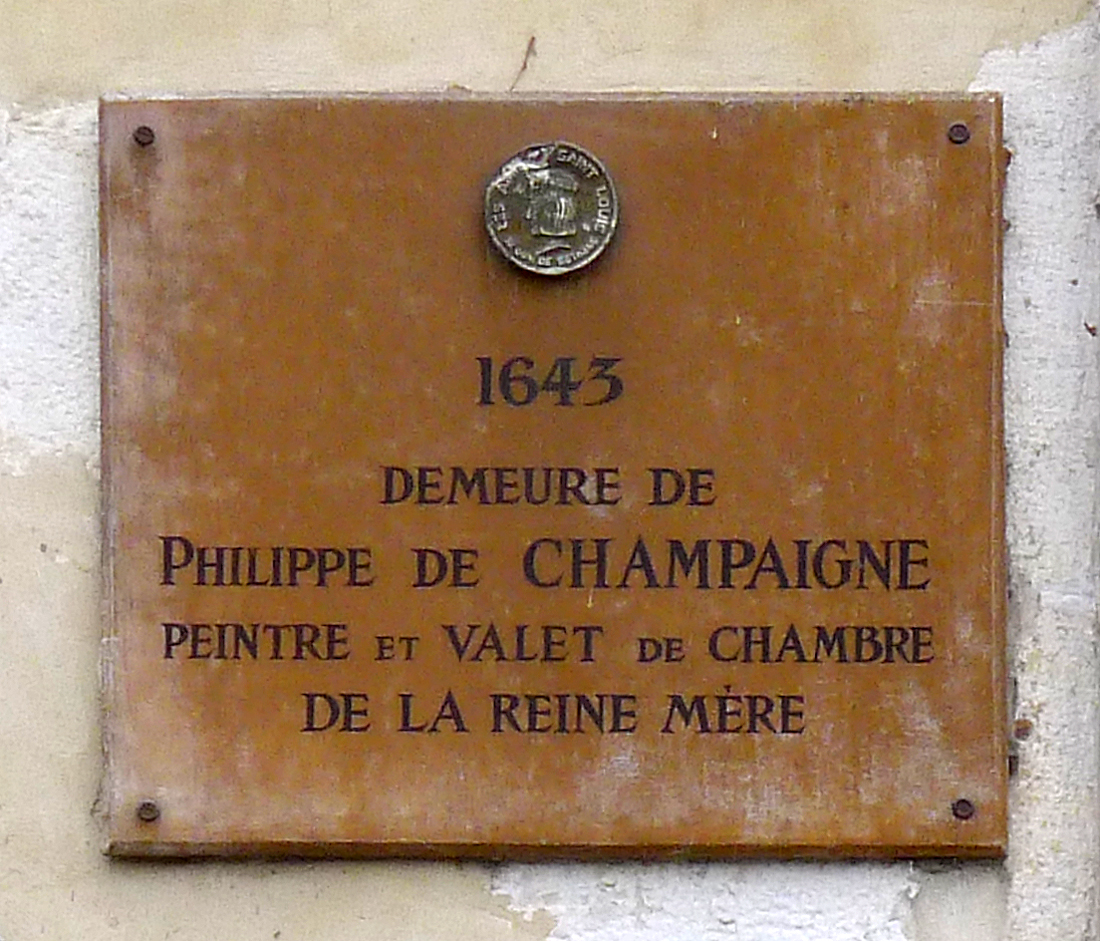
Plaque commémorative.

- nos 13-15 : hôtel Le Charron, intendant des Finances (1630). L'hôtel est inscrit au titre des monuments historiques depuis le 4 juillet 1988[5]. Atelier du sculpteur belge Yvonne Serruys (1873-1953) et de son époux, l'écrivain français Pierre Mille, qui s'y installent en 1912, voisin jusqu'en 1913 de celui de Camille Claudel (1864-1943). Ce fut également la dernière demeure du peintre Émile Bernard. Haroun Tazieff y demeura. Roland Dumas y a son cabinet d'avocat[6],[7].

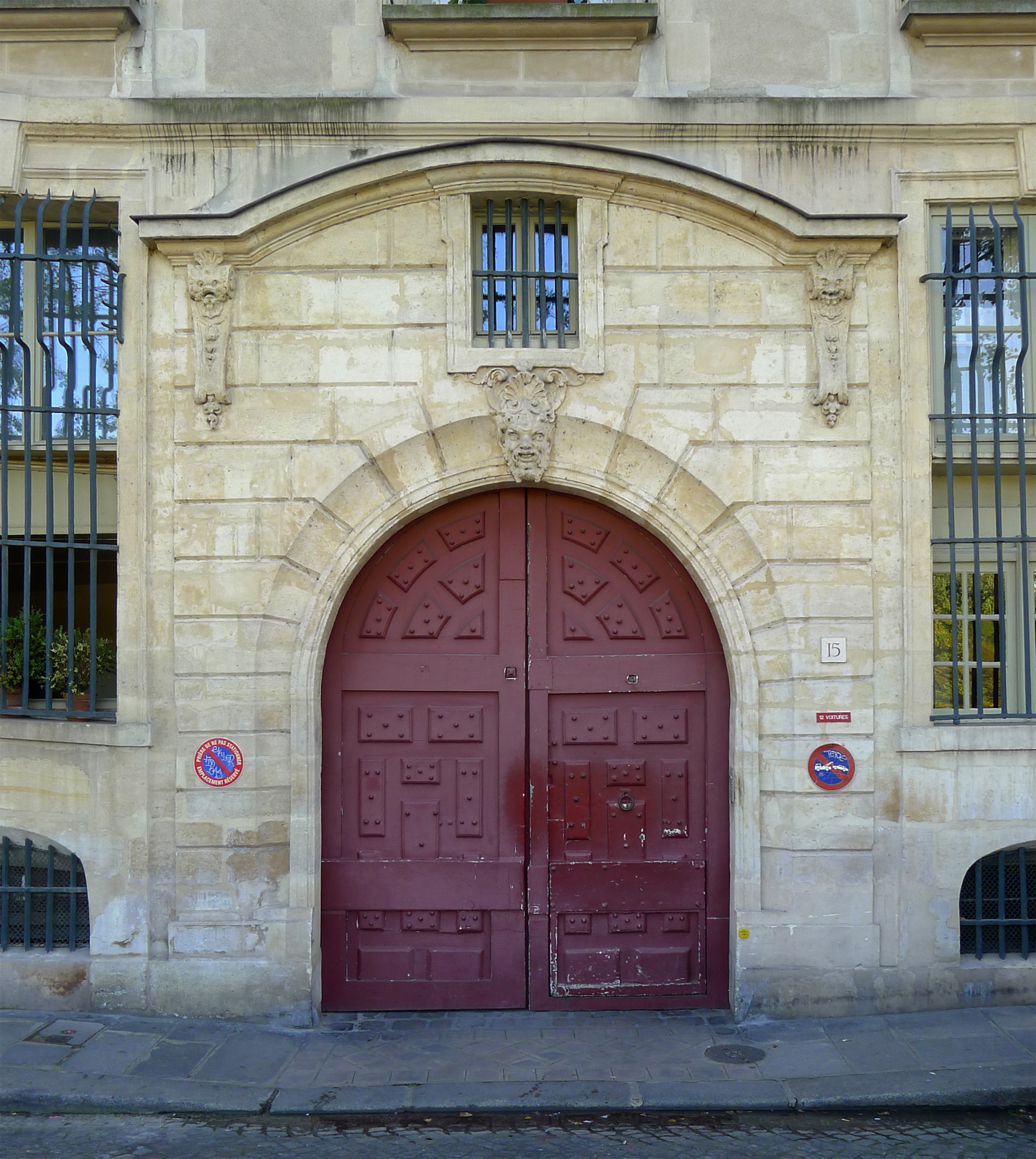
Entrée de l'hôtel particulier.
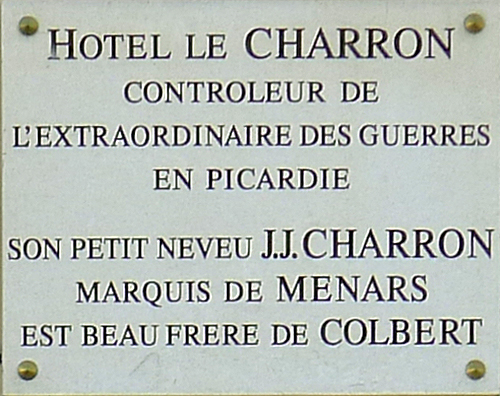
Plaque commémorative.
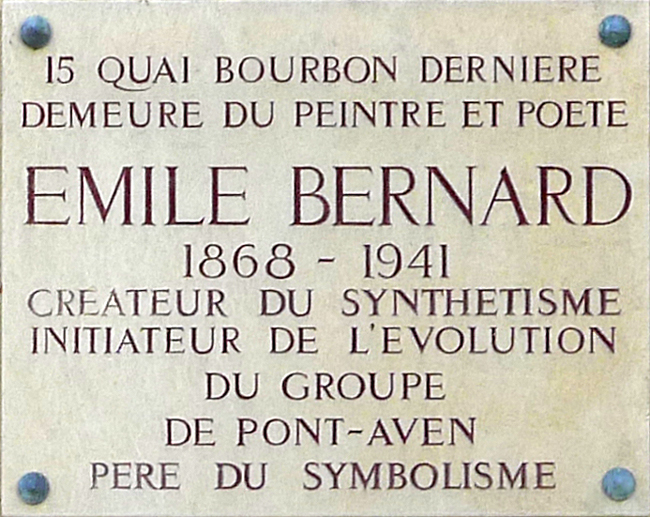
Plaque commémorative.

- nos 17-19 et no 26 rue Le Regrattier : hôtel de Jassaud. La sculptrice Camille Claudel travailla, dans son atelier du rez-de-chaussée de 1899 à 1913. Dans cette demeure résida aussi Maurice Maindron, auteur de romans de cape et d'épée, gendre de José-Maria de Heredia, ainsi que le graveur Félix Buhot, ami du peintre Norbert Gœneutte, qui réalisa ici des portraits de la famille. La façade sur le quai avec le versant de toiture correspondant du no 17 est classée monuments historiques depuis le 18 juillet 1994[8]. Au numéro 19 ont vécu vers 1856 Pierre-Joseph Meeûs et sa famille ; plusieurs de ses entreprises furent domiciliées à cette adresse. L’avocat et homme politique Roland Dumas s’installe à cette adresse au début des années 1960 dans un appartement situé au rez-de-chaussée et y demeure plusieurs décennies[9].

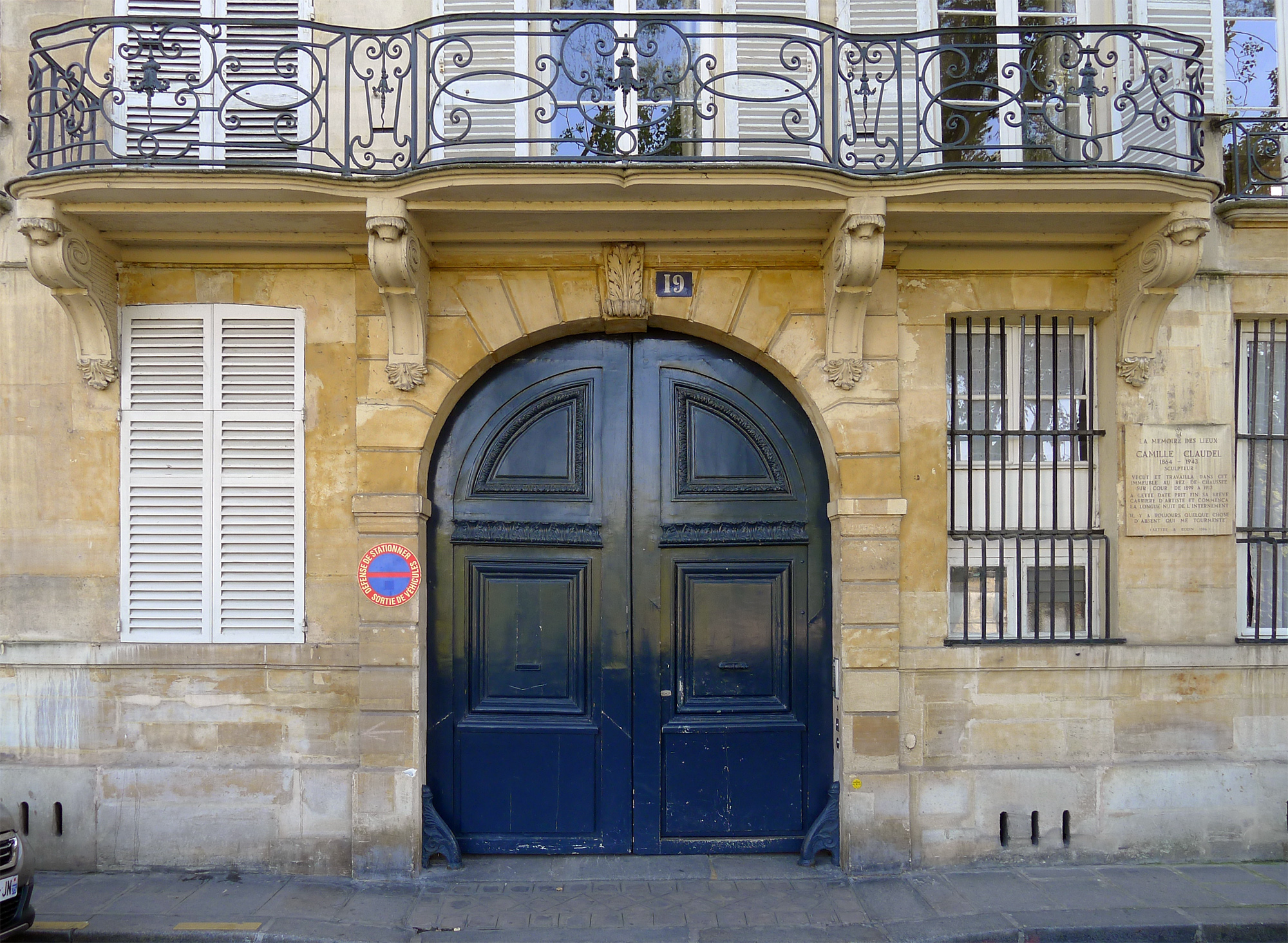
No 19 : entrée et façade.
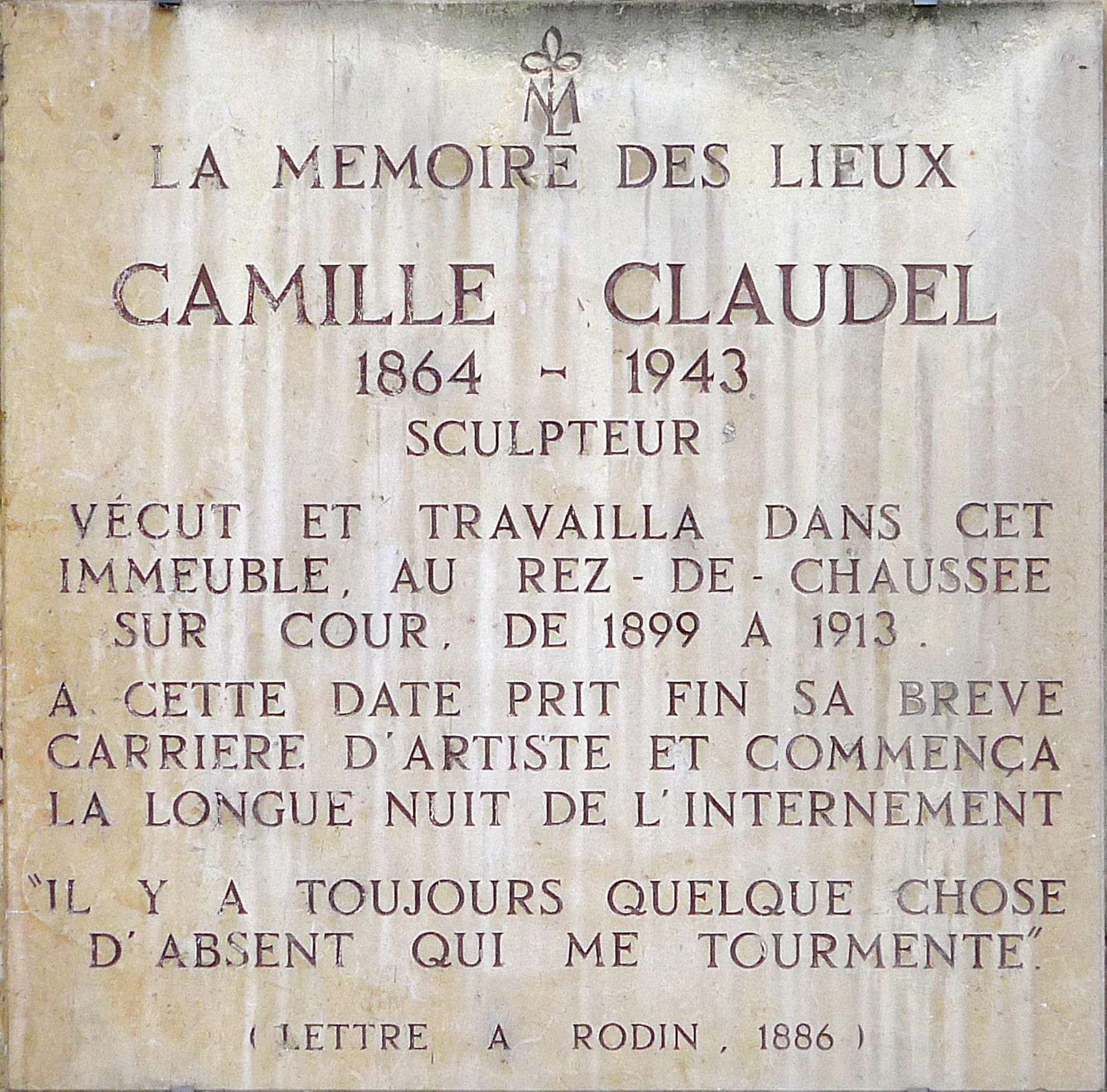
No 19 : plaque honorant la mémoire de Camille Claudel.

- no 21 : hôtel de Jassaud d'Arquivilliers (1692), ancien hôtel Gaillard. Atelier du sculpteur Auguste Préault (1809-1879) qui s'y fait photographier par Charles Nègre ;

- no 23 : hôtel du duc de Nevers ;

- no 25 : Léon Blum y habitait pendant les années du Front populaire.

- no 29 : hôtel Roualle de Boisgelin (1750) ;

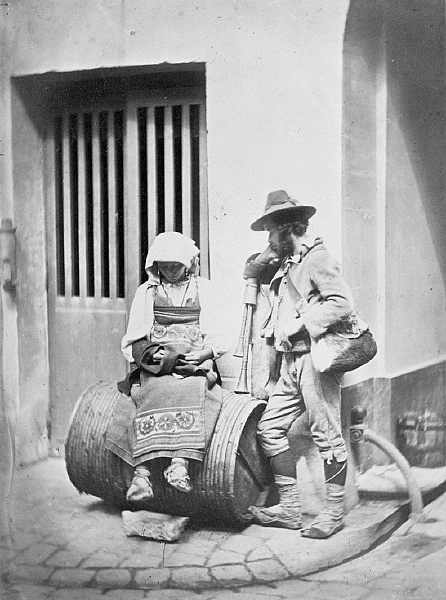
Musiciens de rue italiens devant le 21, quai de Bourbon, Charles Nègre, vers 1854.
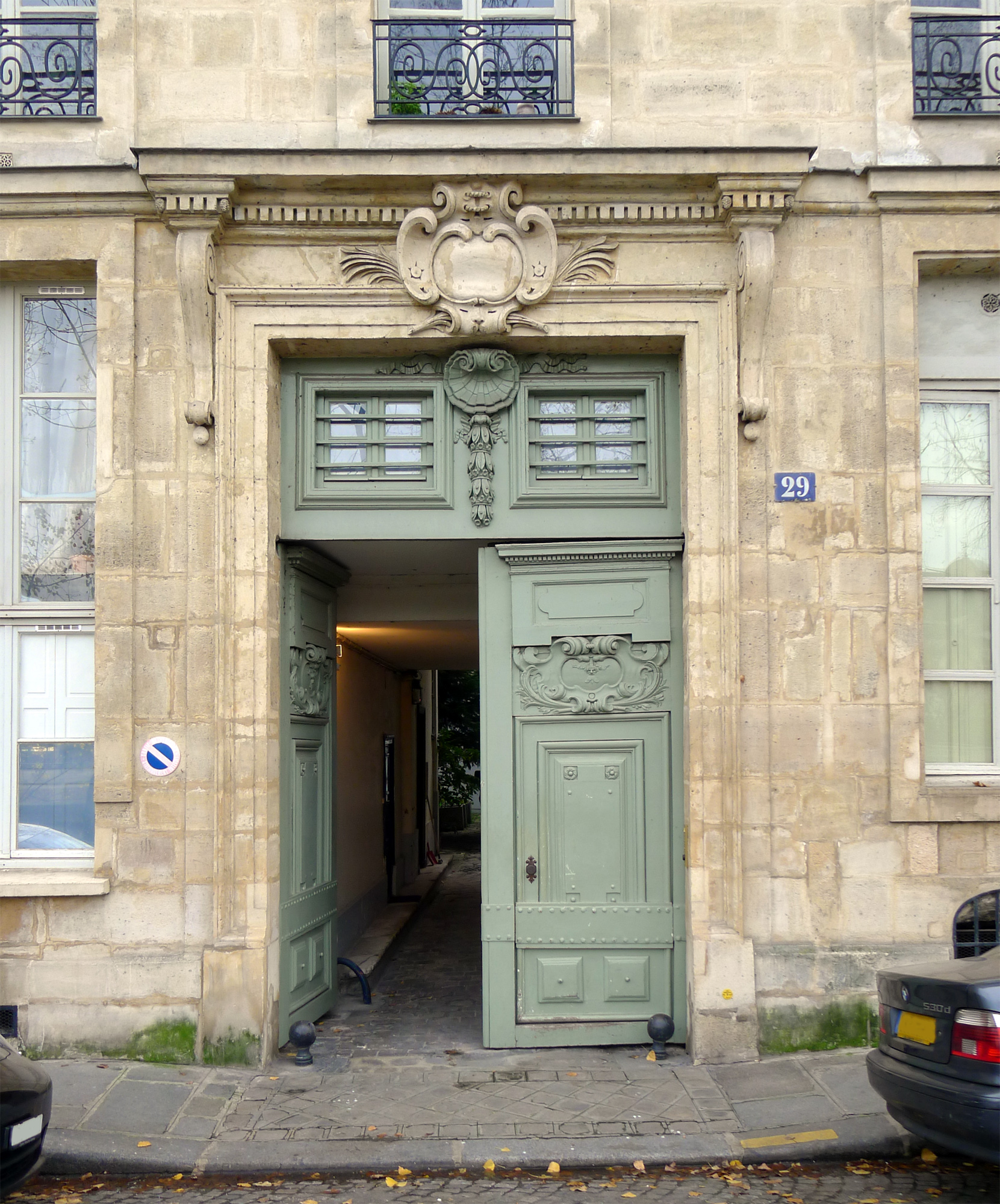
No 29 : entrée.

- no 33 : la comédienne Jeanne Sully, sociétaire de la Comédie-Française et fille du tragédien Mounet-Sully, y habitait au 5e étage jusque dans les toutes dernières années de sa vie. Amie d'Émile Bernard à travers ses liens d'amitiés avec le poète Paul Fort, elle a posé à deux reprises pour le grand peintre dans son atelier voisin du 15 quai de Bourbon. Un des tableaux se trouve dans les collections de la Comédie-Française[10].

- no 41 :
  - hôtel particulier de Nevers. Datant du XVIIe siècle, l'hôtel s'implante sur une grande parcelle où les différents corps de logis délimitent sur une cour d'honneur accessible par un passage cocher. Alignée sur les quais, la façade principale en pierre est composée régulièrement avec une ornementation qui se concentre principalement sur la porte cochère et le balcon de l'étage noble[11] ;
  - Philippe Soupault y demeura
- no 44 : Drieu La Rochelle y habita
- no 45 : immeuble conçu par l'architecte François Le Vau et construit pour lui-même, en 1660. Sur le côté droit, au premier étage, on aperçoit un bas-relief d’Hercule terrassant Nessus, ce qui donna comme nom à cet édifice : « la maison du Centaure ». Y résida Louise Faure-Favier, qui y recevait régulièrement Guillaume Apollinaire à partir de septembre 1912[12]. Ce fut aussi la demeure parisienne des Bibesco de 1919 à 2004. Il a servi au tournage extérieur du film En cas de malheur avec Jean Gabin et Brigitte Bardot en 1958. Louis Aragon fait s'installer son personnage Aurélien de l'œuvre homonyme à ce numéro[13].

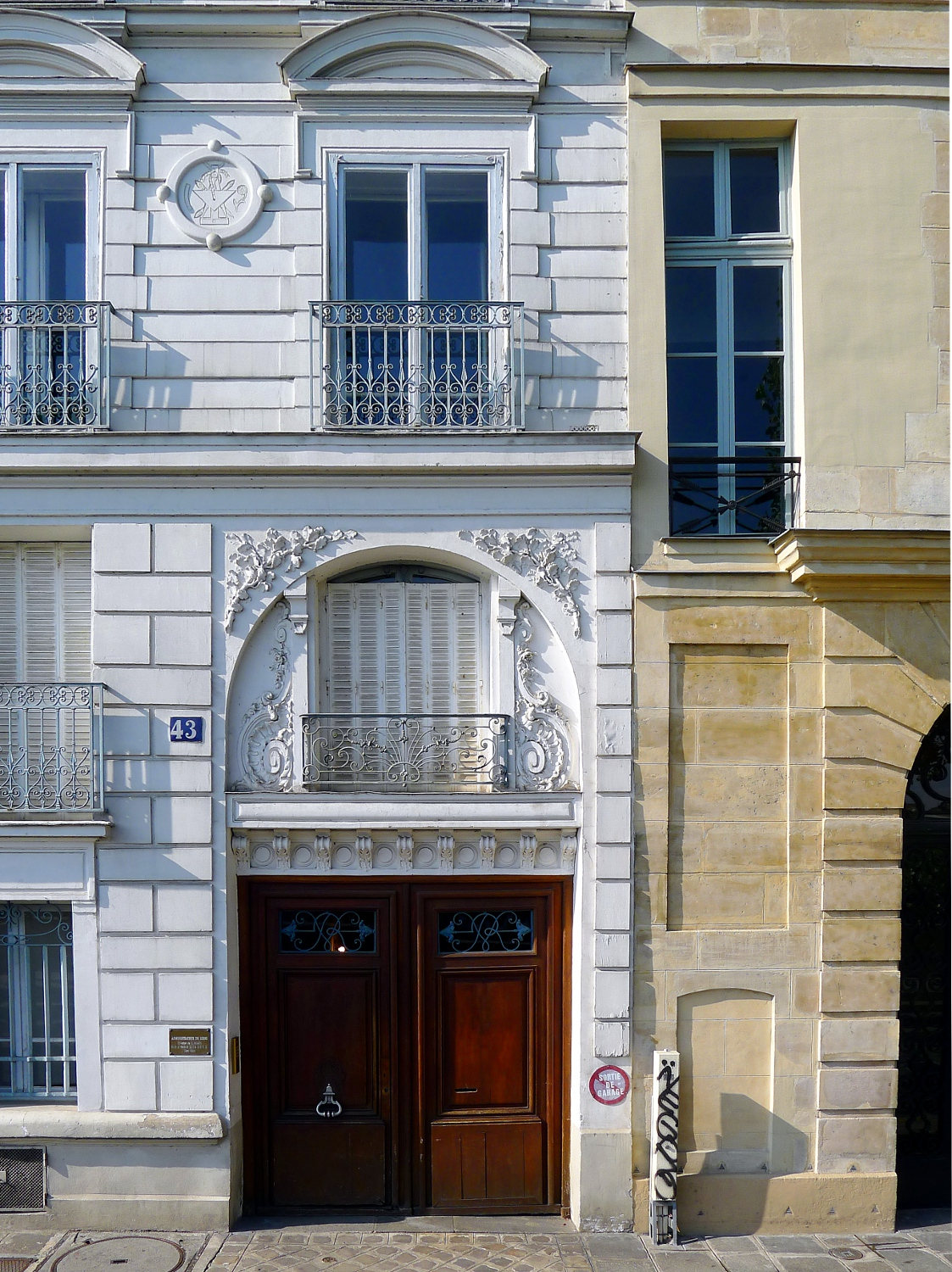
Immeuble au no 43.
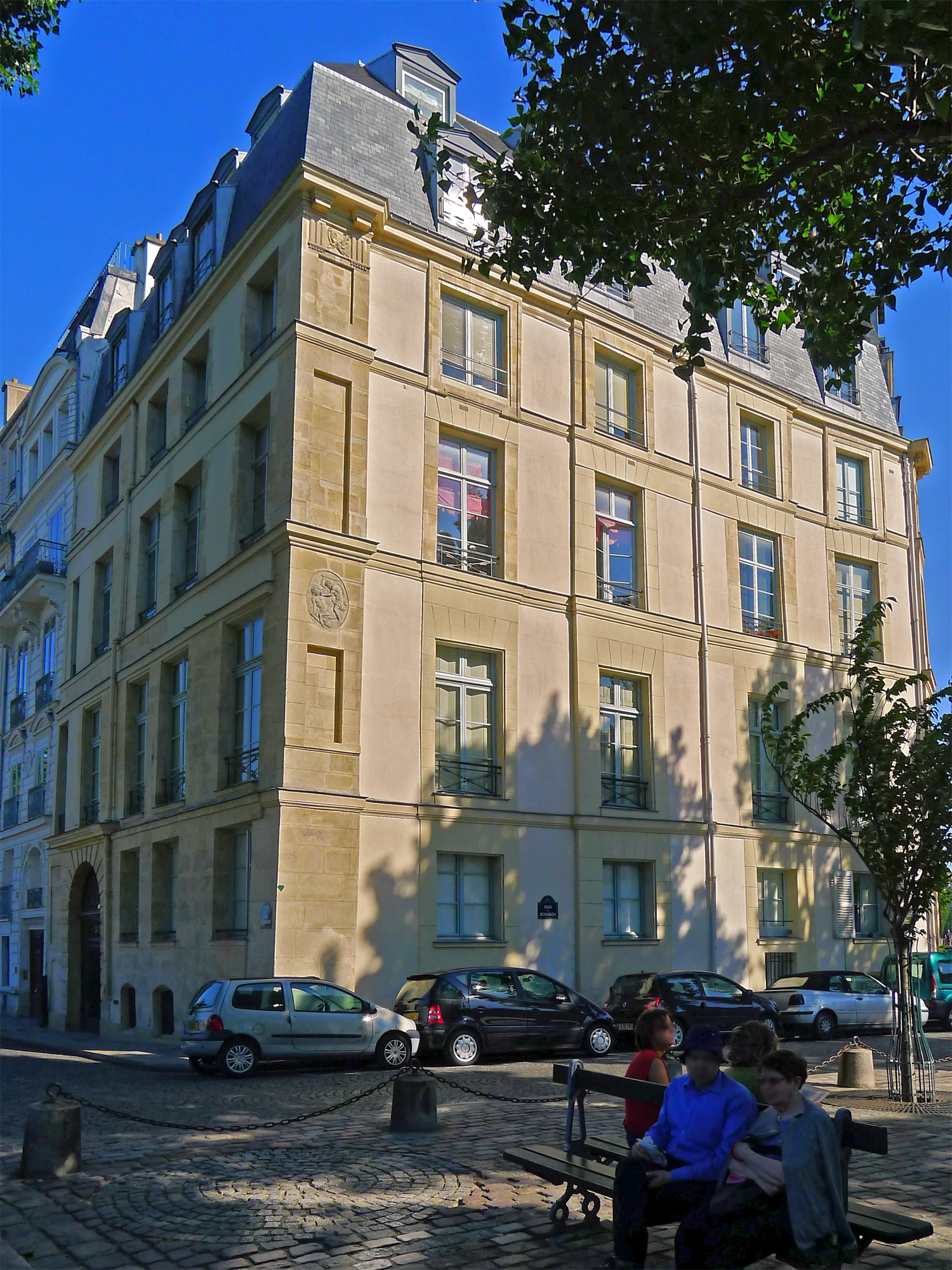
No 45 vu de la place Louis-Aragon.
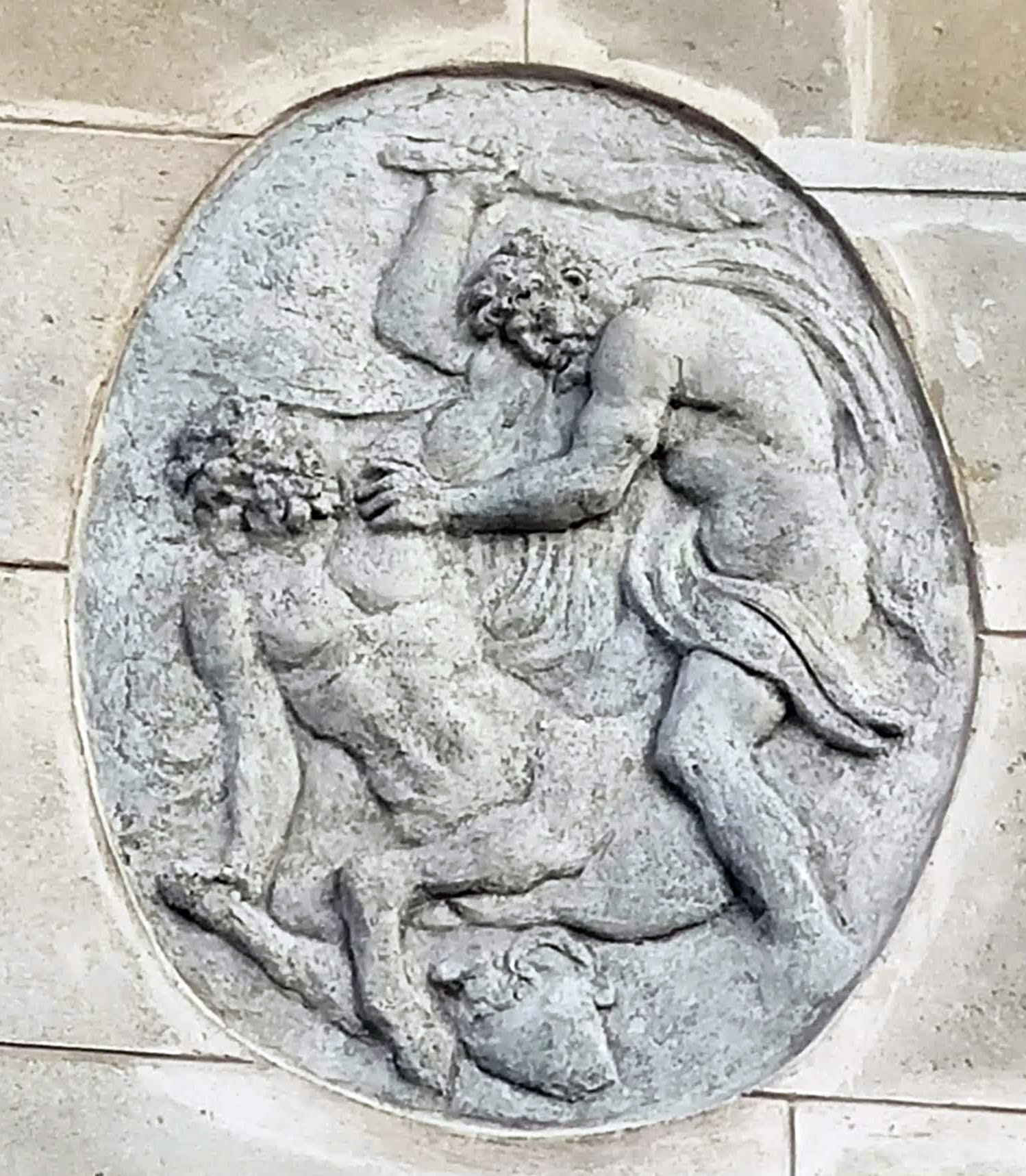
Bas-relief.

- no 53 : au 5e étage de cet immeuble, vécut de 1893 à 1908 le poète d'origine américaine Stuart Merrill. Il a servi au tournage extérieur du film Minuit à Paris, réalisé par Woody Allen en 2011.

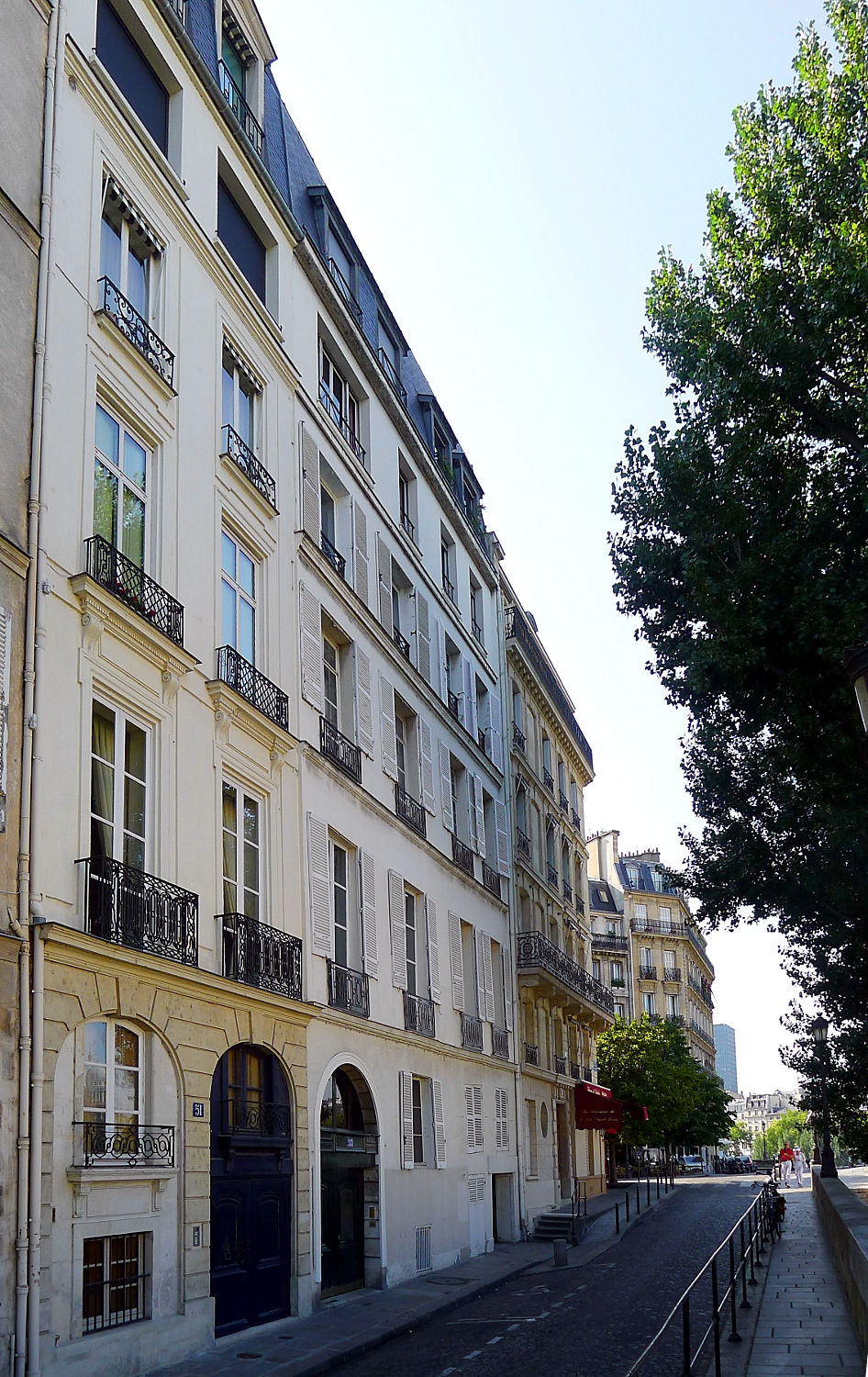
Quai de Bourbon au niveau du no 51.
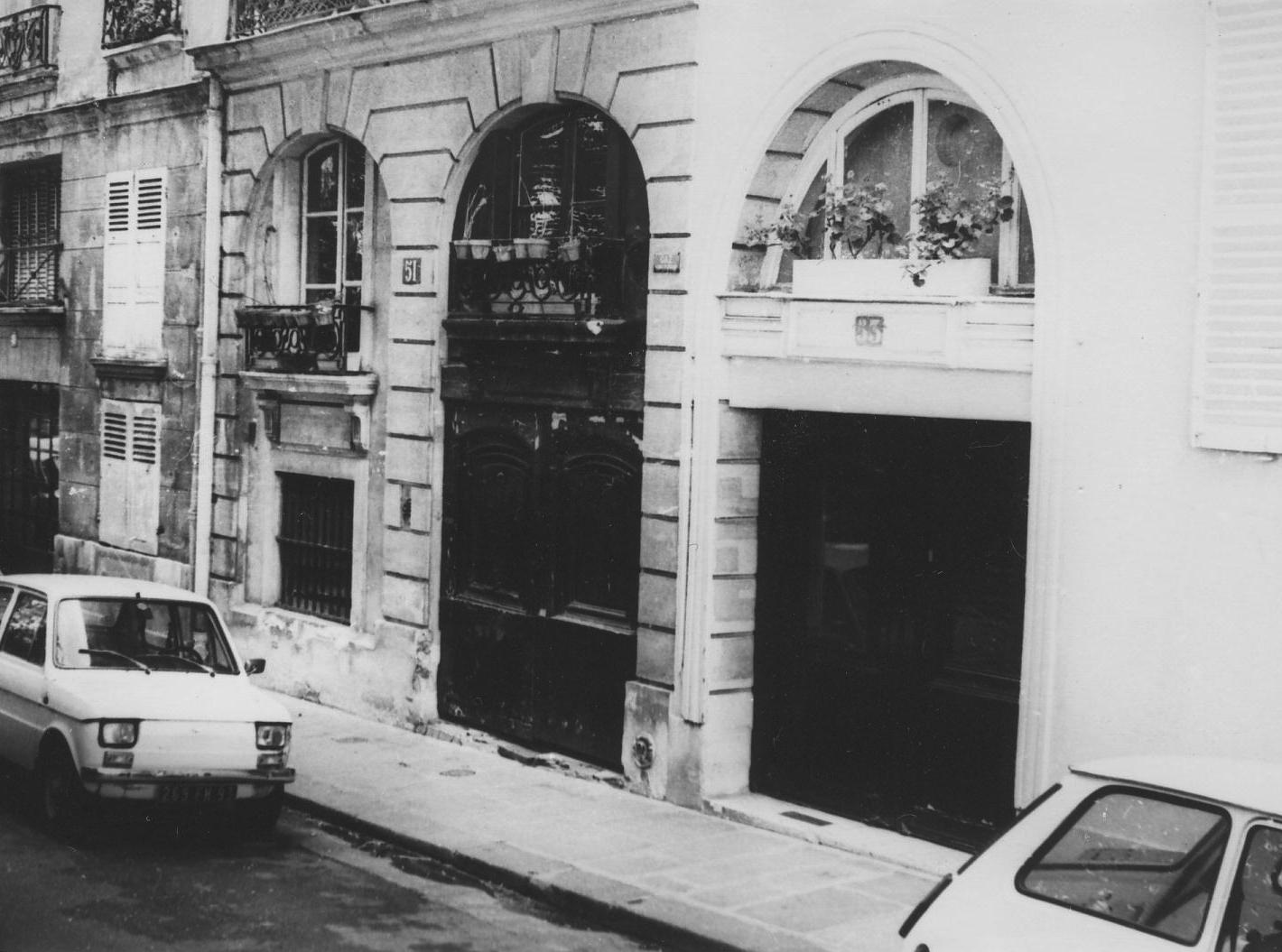
Nos 51-53, quai de Bourbon en 1981.
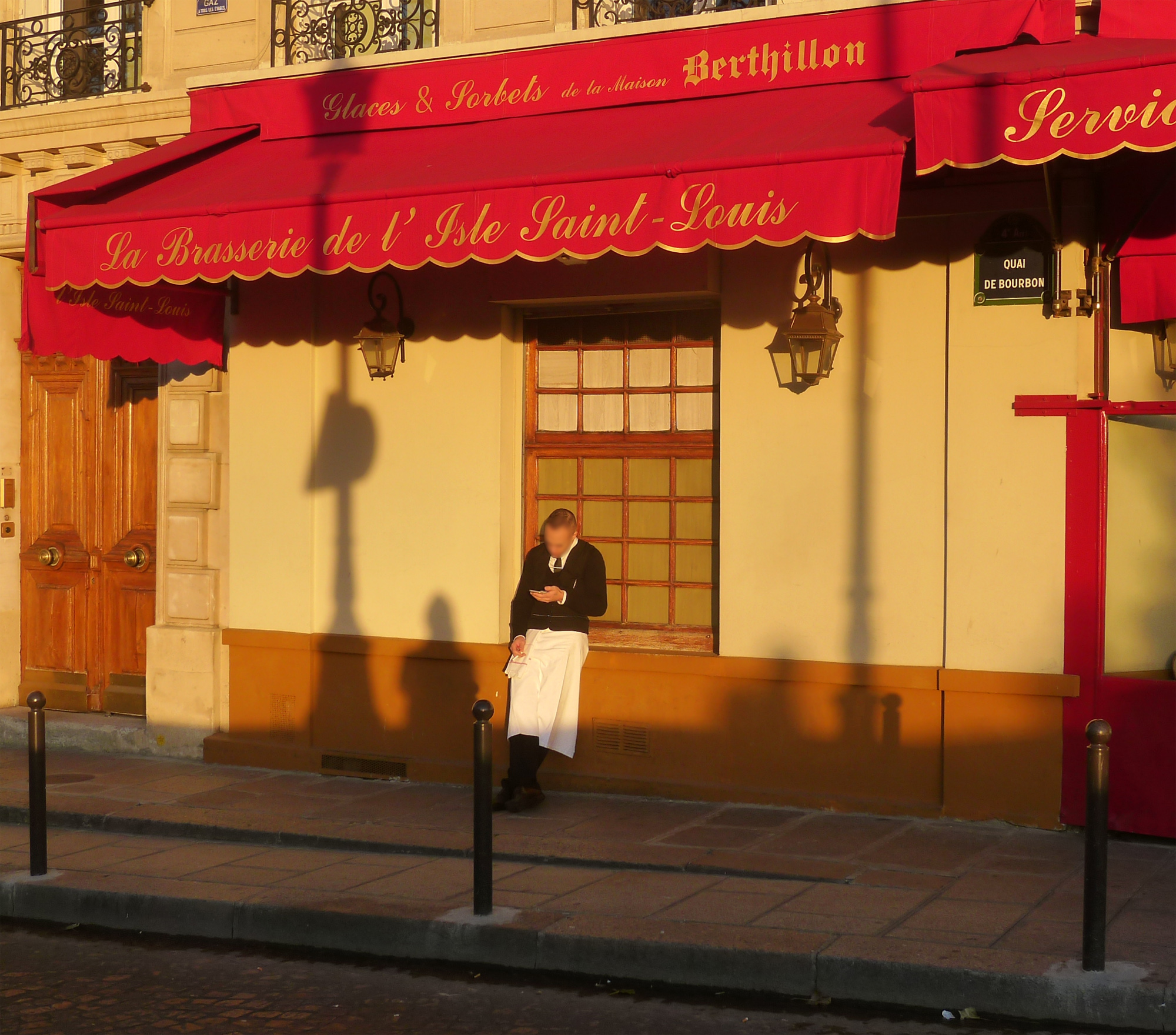
No 55.

## Le quai et les Arts
- Quai Bourbon, huile sur toile de Luigi Loir, signée bas droite, non datée, Londres Connaught Brown.